# 感覺神經元

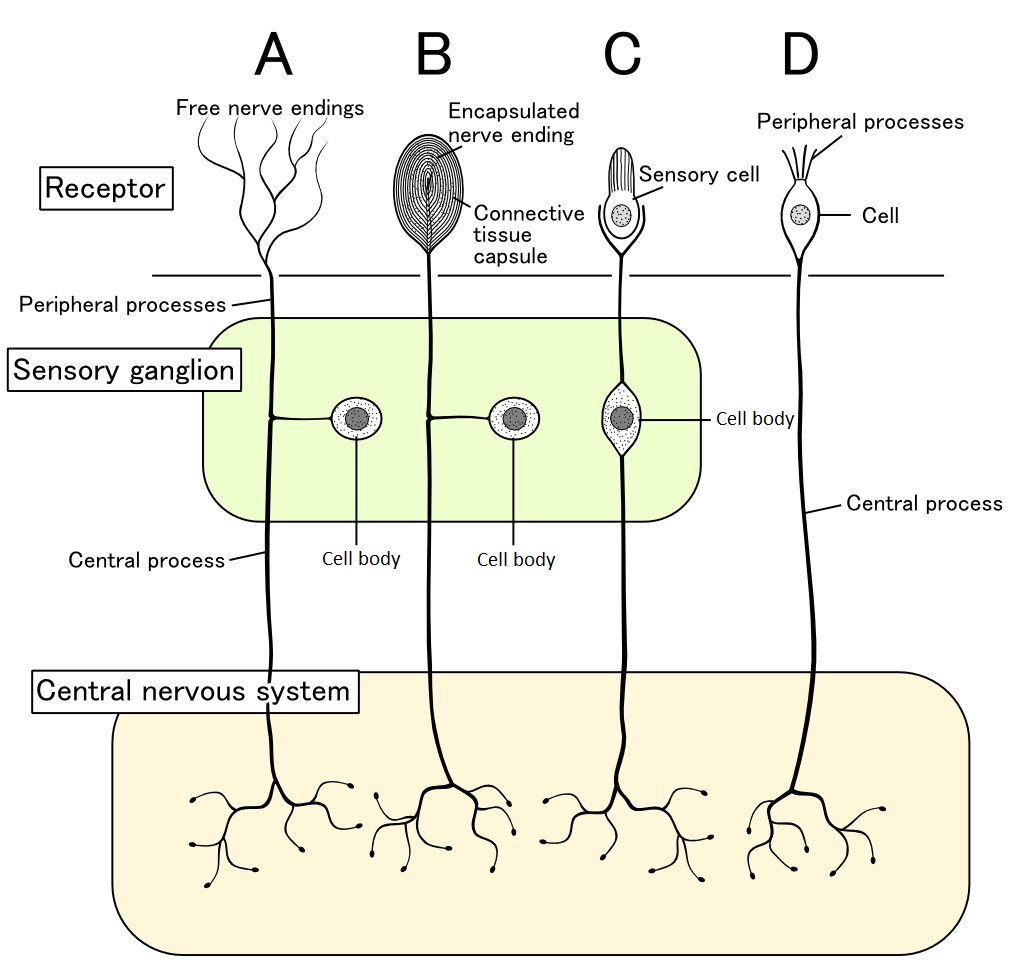
感覺神經元的4種形態

感觉神经元（英語：Sensory neuron），也稱為傳入神經元（英語：Afferent neuron），是外周神經系統中的神經元，利用其感覺接受器將特定類型的刺激轉換為動作電位或階梯性電位。這個過程稱為感覺傳導。感覺神經元的細胞體位於脊髓的背根神經節，感觉神经元的长轴突组成了传入神经纤维以及感觉神经的神经末梢（感受器；少数情况为树突）。在較不复杂的生物中，比如水螅，感觉神经直接传送信息到运动或中枢神经。

## 分类
感觉神经元大多为单极神经元或假单极神经元，即只有轴突（在假单极神经元中，轴突分为两支，一支连接中枢神经，一支连接感受器）。少数感觉神经元为双极神经元，有轴突和树突两部分，譬如视网膜双极细胞。
不同類型的感覺神經元有不同的感覺接受器可回應不同種類的刺激。

## 外部連結
- 维基共享资源上的相關多媒體資源：感覺神經元
- The major classes of somatic sensory receptors （页面存档备份，存于）